# Chaudefontaine (Marna)
Chaudefontaine è un comune francese di 336 abitanti situato nel dipartimento della Marna nella regione del Grand Est.

## Società

### Evoluzione demografica
Abitanti censiti